# 霍特國際商學院
霍特國際商學院（英語：Hult International Business School），由位於美國麻州劍橋的Arthur D. Little管理學院（英語：Arthur D. Little School of Management）與英格蘭赫特福德郡的阿什里奇商學院（英語：Ashridge Business School）合併而成。
霍特國際商學院是一所提供一年企業管理碩士課程的私立學校，以國際學生為大宗，佔學生總數七成，在倫敦、舊金山、迪拜、波士頓、紐約和上海都設有校區。英孚於1997年接管學校，並根據其贊助人伯提·霍特改名為霍特國際商學院。學院是霍特獎的主要贊助人，此獎是由聯合國基金會與前美國總統比尔·克林顿、贝拉克·奥巴马聯合舉辦的社會福利。
修讀霍特課程的學生可在一年內取得學位，而美國一般商學院的企管碩士課程多為期一年半至兩年。為了配合濃縮緊湊的課程，霍特每星期上課五天。課程分為三個部份，第一部份為基礎學科，使學生具備全方位商業知識與分析能力，第二部份為進階科目，並需完成一團隊管理顧問專案，與來自全球知名企業專家互動，第三部份則按照個人職涯規劃選修科目，並可參加與波士顿学院合作的交換學生計劃。

## 外部連結
- 學校官方網站 （页面存档备份，存于）